# Психо 3
„Психо 3“ (на английски: Psycho III) е американски филм на ужасите от 1986 г. Продължение е на Психо 2 от 1983 г. Премиерата му е на 2 юли 1986 г.

## Сюжет
Внимание:  Текстът по-долу разкрива сюжета на произведението (или части от него)!
Месец след събитията от Психо 2, Норман Бейтс още държи своя мотел с трупа на г-жа Спуул в къщата. Монахиня, опитала да се самоубие идва в мотела заедно със скитника Дуейн Дюк и репортер, който се опитва да намери изчезналата Ема Спуул.

## Актьорски състав
- Антъни Пъркинс – Норман Бейтс
- Дайана Скаруид – Морийн Койл
- Джеф Фейхи – Дуейн Дюк
- Робърта Максуел – Трейси Венъбъл
- Хю Джилин – шериф Джон Хънт
- Робърт Алън Браун – Ралф Статлър